# Childebrando I
Childebrando I (678 - 751 o 743) fue un duque (dux) franco, hijo ilegítimo de Pipino de Heristal y Alpaida, y hermano de Carlos Martel. Nació y murió en Autun. Se casó con Emma de Austrasia y recibió Borgoña de manos de su padre, convirtiéndose en duque. Se distinguió por la lucha contra los Sarracenos en Francia junto a su hermano.
Fue el mecenas del continuador de la Crónica de Fredegario, al igual que su hijo Nibelungo I.
Algunos eruditos creen que Childebrando era realmente un medio hermano de Carlos Martel. La fecha de su muerte también es discutida, ya que algunas fuentes sitúan su muerte en 743 mientras que otros afirman que vivió hasta 751.